# Alysicarpus yunnanensis
Alysicarpus yunnanensis là một loài thực vật có hoa trong họ Đậu. Loài này được Y.C.Yang & P.H.Huang miêu tả khoa học đầu tiên.